# Madeleine Emma Joye-Thévoz
Pour les articles homonymes, voir Joye et Thévoz.
Madeleine Emma Joye-Thévoz, née le 17 août 1906 à Fribourg et morte le 23 juillet 1989 dans la même ville, est une pionnière de la lutte pour le suffrage féminin dans le canton de Fribourg.

## Biographie

### Origines et famille
Madeleine Emma Joye-Thévoz naît le 17 août 1906 à Fribourg sous le nom de Madeleine Emma Thévoz.  Elle est le quatrième enfant de Félix Thévoz, chef de service à la direction cantonale de la police et membre du Parti conservateur populaire, et de Marie Jeanne née Pinget, femme au foyer et poétesse,.
Élevée dans une famille qui accorde beaucoup d'importance à la politique, elle a cinq frères, dont Jacques Thévoz, et une sœur.

### Études
Madeleine Emma Joye-Thévoz effectue sa scolarité chez les Ursulines et passe son brevet d'institutrice en 1923
De 1924 à 1930, tout en travaillant, elle poursuit des études en langues et littérature françaises, latin et pédagogie à l'Université de Fribourg, où elle obtient sa licence en 1931.
En parallèle de ses obligations familiales et de son activité d'enseignante, elle se forme aux méthodes audiovisuelles d'enseignement des langues en suivant des cours à Besançon et à Zagreb.

### Parcours professionnel
Sa scolarité terminée, Madeleine Emma Joye-Thévoz devient institutrice dès l'âge de 16 ans à la demande de ses parents, auxquels elle remet son salaire afin de soutenir la formation de ses frères,. 
Entre 1924 et 1930, elle enseigne à une classe de 57 élèves tout en suivant des études pour obtenir une licence. Après cette période, elle poursuit sa carrière en tant qu'enseignante au collège Sainte-Croix à Fribourg.
Madeleine Emma Joye-Thévoz se bat pour le suffrage féminin dans le canton de Fribourg et, dès 18 ans, suit des cours liés au mouvement des femmes. Elle enseigne à ses élèves fribourgeoises l'instruction civique, les initie à la littérature féministe et leur donne des cours d'expression pour affiner leur technique d'argumentation,. 

### Engagements

#### Associatifs
En 1947, avec d'autres pionnières telles qu'Anne Reichlen-Gellens, elle fonde l'Association féministe fribourgeoise, qui se transforme rapidement en Association fribourgeoise pour le suffrage féminin, devenant une section de l'Association suisse pour le suffrage féminin (ASSF).

#### Politiques

##### Association suisse des femmes
De 1952 à 1967, Madeleine Emma Joye-Thévoz préside la section fribourgeoise de l'Association Suisse des Femmes (ASSF), adoptant des positions centristes, bourgeoises et catholiques,. 
De 1962 à 1967, elle occupe un poste au sein du comité de l'ASSF. Avant le vote de 1959 sur le droit de vote des femmes en Suisse, elle mène une campagne active dans le canton de Fribourg, convainquant le Conseil d'État du canton de soutenir pour la première fois le droit de vote féminin. Elle argumente en faveur de l'égalité des droits entre hommes et femmes. 
Malgré ses efforts, l'opposition des agriculteurs, la neutralité des partis bourgeois et le silence de l'Église catholique contribuent à l'échec de cette initiative à Fribourg en 1959.

##### Membre de l'Union civique des femmes catholiques
Madeleine Emma Joye-Thévoz continue à lutter pour les droits politiques des femmes en tant que membre de l'Union civique des femmes catholiques. Impliquée dans l'association cantonale des enseignants et le ciné-club de Fribourg, elle s'investit également dans la protection des consommateurs, dans le comité de la coopérative Migros et dans la promotion économique du canton de Fribourg.

### Vie privée
En 1940, Madeleine Emma Thévoz épouse Philippe Jules Joye, neveu de Paul Joye, qui travaille dans le domaine de la photochimie, notamment pour la succursale fribourgeoise d'Ilford. 
Le couple a des jumeaux, Philippe et Charles, nés en 1941. Six ans plus tard, la famille découvre que Charles a été échangé par erreur à sa naissance contre un autre nouveau-né à l'hôpital. Elle parle de cette expérience traumatisante dans le livre Il n'était pas mon fils, publié en 1952. 

### Mort
Madeleine Emma Joye-Thévoz meurt le 23 juillet 1989 à Fribourg, à l'âge de 82 ans.

## Hommage
En février 2021, pour les 50 ans du droit de vote des femmes, 52 portraits de femmes suisses qui se sont battues pour l'égalité, sont exposés dans la Vieille-Ville de Berne, dont celui de Madeleine Emma Joye-Thévoz.

## Publications
- Il n'était pas mon fils, 1952, 223 p.

### Fonds d'archives
- Archiv Gosteli-Foundation, Worblaufen, Archiv Madeleine Joye-Thévoz.